# Día del Juicio (Serie crossover)
El Día del Juicio (En inglés, "Day of Judgment") fue una serie crossover limitada publicada la editorial DC Comics, publicada en el otoño de 1999. Esta serie limitada fue escrita por Geoff Johns, y con el dibujo de Matthew Dow Smith.

## Sinopsis Argumental
El argumento principal de la serie trató sobre una historia en que se lucha una guerra entre las fuerzas de la Tierra y el cielo son amenazados por las fuerzas del infierno. Un Espectro poseído y los más terribles demonios hacen que llegue para la humanidad el Día del Juicio. Todos los superéhoes, comandados por las fuerzas místicas del bien, deberán luchar contra la amenaza en la hermosa miniserie Day of Judgment, muy importante para el Universo DC, ya que de ella surgirá un nuevo Spectre y los magos unirán sus fuerzas en un nuevo grupo: los Centinelas de la Magia.

## Historia
Esforzándose por causar caos en la Tierra, así como buscando tomar el poder y destronar a su rival por el poder del infierno, el demonio Neón, Etrigan el demonio se encarga de manipular el poder de la ahora entidad sin huésped El Espectro para unir al ángel caído Asmodel, que planea utilizar el poder del Espectro para congelar el infierno y liberar hordas de demonios en la Tierra. Esta acción también da lugar a la aparición de la ayuda de villanos como la Encantadora para que puedan ser liberados, y los héroes convencionales de la Tierra quedan impotentes frente a la embestida de Asmodel. Con la caída de los héroes regulares, le corresponde a los recién formados Centinelas de la Magia formado por el Doctor Ocult, Zatanna, Phantom Stranger, Madame Xanadu, Deadman, Raven, Ragman, Centinela y Faust enfrentarse al poseído Espectro por parte de Asmodel.
Para poder vencer Asmodel, los Centinelas y los otros héroes se dividen en tres grupos: el primer equipo "frente de acción" para defender la Tierra, el segundo equipo realiza un viaje al infierno para volver a encender el fuego del inframundo, y un tercer equipo se encarga de ir al cielo para buscar el alma de Jim Corrigan que ha ascendido al cielo y que regrese como El Espectro. Aunque el equipo que está en el Infierno cae en el río Stigia tras una pelea con Cancerbero -luego de ser rescatados solamente por el alma de Fausto, que se vio afectado por las visiones que afectaron a sus compañeros, el equipo que está en el Cielo no lograría reclutar el alma de Corrigan para su causa, por lo que ellos serían guiados por el arcángel Miguel al purgatorio, donde encontraron la posibilidad con un alma que está en busca de redención que les puede ayudarles. Allí encuentran a Hal Jordan, que seguía sintiéndose culpable por sus acciones como Parallax, siendo este escogido como el mejor candidato para ser la nueva alma seleccionada para llevar la labor como el nuevo Espectro, los Centinelas lo traen a la Tierra con la ayuda de otros héroes fallecidos, aunque al principío tuvo problemas para adaptarse debido a las relaciones de sus antiguos camaradas héroes que le culpaban de sus crímenes anteriores.
Mientras el Capitán Marvel -que poseía un alma "pura"- toma la Lanza del Destino para ayudar en la lucha, Faust sacrifica su recién recuperada alma del demonio que le había prometido su alma por haber sido derrotado para poder restaurar el fuego del infierno por matar a la la Encantadora. Con Marvel siendo debilitado por el Espectro, Hal buscar dialogar con la entidad e intentar fusionarse con el Espíritu de la Venganza, conduciéndolos a una batalla por varios medios -involucrandose en una batalla entre Asmodel y Neron- luego de qu es este último se había escondido en el interior del alma de Superman para poder obtener acceso al plano mortal, pero siendo interrumpido por la fuerza del Espectro. Exigiendo saber por qué debería aceptar a cualquiera de ellos como anfitriones, Espectro elige a Hal cuando este afirma que al ser anfitrión del Espectro sería el castigo apropiado para lo que había hecho como Parallax. Como resultado, Neron es degradado como demonio menor.
Con este crossover se tradujo en la creación de los Centinelas de la Magia y con Hal Jordan convertirdo en el nuevo huésped del espectro por un tiempo hasta los sucesos de Linterna Verde: Renacimiento.

## Consecuencias:Linterna Verde: Renacimientoy Día de la Venganza
Ciertos aspectos de esta historia fueron posteriormente tratados en Linterna Verde: Renacimiento (que implicó la historia de Hal Jordan siendo liberado por El Espectro de su labor como Espíritu de la Redención), y el Día de la Venganza (la otra historia en la que un Espectro liberado de su anterior huésped es manipulado para acabar con la magia ocasionando toda su ira contra el mundo) véase Crisis Infinita.